# 台北捷運蘆洲線
蘆洲線（ろしゅうせん）は、台湾台北市大同区の大橋頭駅から、新北市三重区を経由して同市蘆洲区の蘆洲駅までを結ぶ台北捷運の路線。■中和新蘆線として、新荘線、中和線に直通している。

## 概要
台北市中心部から距離的には近いながらも淡水河に隔てられ、台湾でも有数の人口密度を持ちながらも公共輸送機関が路線バスしか無かった旧三重市と旧蘆洲市に、戦後初めて開通した鉄道である。運行時間は朝6時から24時過ぎまでで、全列車が南勢角駅 - 蘆洲駅間を通して走る各駅停車である。日中は概ね10分間隔で運行されており、時刻表は存在しないが、全ての駅のホーム上と改札周辺に、次の列車到着までの残り時間を刻々と示す案内表示が設けられている。

## 設備
路線は車両基地を除いて全て地下にある。全ての駅にホームドアが設けられており、また各駅には車椅子に対応したバリアフリーが完備され、携帯電話の電波もトンネル内を走行中の列車から十分通話ができるように中継されている。一方で各駅の改札内には売店や自動販売機は無く、駅構内や列車内での飲食は法令に従って禁止されている。
現状では改札内の設備に於ける企業の宣伝広告は無く、台北捷運の広告または公共広告のみとなっている。

## 車両
C371型（設計は川崎重工業、製造は台湾車輌）が、全て6両編成で運行されている。1両の長さが23.5メートル、車両幅は3.2メートル、一編成の乗車定員は1,914名あるため、列車長は日本のJR在来線の通勤型電車のほぼ7両分、乗車定員では12両分以上に相当する。
車両基地は、蘆洲駅の先から半円状に延びた引上げ線の先に、蘆洲機廠が設けられている。

## 沿革
- 2010年11月3日 - 14:00より蘆洲駅から忠孝新生駅区間が開業。1ヶ月間は試運転期間として悠遊カード利用者のみ無料で利用できた。[1]

## 駅一覧
| 駅番号                                  | 駅名       | 駅名         | 駅名                       | 接続路線・備考      | 所在地 | 所在地 |
| 駅番号                                  | 日本語     | 繁体字中国語 | 英語                       | 接続路線・備考      | 所在地 | 所在地 |
| --------------------------------------- | ---------- | ------------ | -------------------------- | ------------------- | ------ | ------ |
| O54                                     | 蘆洲駅     | 蘆洲站       | Luzhou                     |                     | 新北市 | 蘆洲区 |
| O53                                     | 三民高中駅 | 三民高中站   | Sanmin Senior High School  |                     | 新北市 | 蘆洲区 |
| O52                                     | 徐匯中学駅 | 徐匯中學站   | St. Ignatius High School   |                     | 新北市 | 蘆洲区 |
| O51                                     | 三和国中駅 | 三和國中站   | Sanhe Junior High School   |                     | 新北市 | 三重区 |
| O50                                     | 三重国小駅 | 三重國小站   | Sanchong Elementary School |                     | 新北市 | 三重区 |
| O12                                     | 大橋頭駅   | 大橋頭站     | Daqiaotou                  | ■新荘線（直通運転） | 台北市 | 大同区 |
| ■新荘線経由 中和線 南勢角駅まで直通運転 |            |              |                            |                     |        |        |

## その他
蘆州駅から五股区・八里区方面に延伸の構想があったが、2013年3月27日、構想中止となった。